# هجوم رمضان (2006)
هجوم رمضان هو مجموعة من العمليات العسكرية التي شنتها المقاومة العراقية خلال شهر رمضان في عام 2006، أي بعد ثلاث سنوات من هجوم رمضان 2003، وتزامن الهجوم مع عملية معا إلى الأمام التي قادتها قوات التحالف بهدف تقليل مستوى العنف في مدينة بغداد.
وقُتل في هذه الهجمات عدد من الجنود الأمريكين وقوات التحالف، وأيضا قتل عدد كبير من المدنيين من قبل فرق الموت. معظم عمليات قتل المدنين قام بها جيش المهدي الذي كان يسعى لتطهير بغداد من السنة واحد اكثر القتلة دمائا هو شيعي معروف بلقب أبو درع وقد فر لايران كملاذ امن له اوائل عام 2007 
تمكنت المقاومة العراقية من السيطرة على أكثر من 80% بغداد كما حققت مكاسب كبيرة في غرب محافظة الأنبار وجنوب محافظة بابل.